# میاکو-جیما
میاکو-جیما (به ژاپنی: 宮古島, Miyako-jima)، بزرگ‌ترین و پرجمعیت‌ترین جزیره در میان جزایر میاکو در استان اوکیناوا، ژاپن است که نه تنها جزیره میاکو، بلکه پنج جزیره پرجمعیت دیگر را نیز شامل می‌شود.